# (85989) 1999 JD6
(85989) 1999 JD6 es un asteroide que forma parte de los asteroides Atón, descubierto el 12 de mayo de 1999 por el equipo del Lowell Observatory Near-Earth-Object Search desde la Estación Anderson Mesa (condado de Coconino, cerca de Flagstaff, Arizona, Estados Unidos).

## Designación y nombre
Designado provisionalmente como 999 JD6.

## Características orbitales
1999 JD6 está situado a una distancia media del Sol de 0,8830 ua, pudiendo alejarse hasta 1,441 ua y acercarse hasta 0,3242 ua. Su excentricidad es 0,632 y la inclinación orbital 17,05 grados. Emplea 303,092 días en completar una órbita alrededor del Sol.

## Características físicas
La magnitud absoluta de 1999 JD6 es 17,1. Está asignado al tipo espectral K según la clasificación SMASSII.